# Club Atlético Mitre
 (février 2024).
Si vous disposez d'ouvrages ou d'articles de référence ou si vous connaissez des sites web de qualité traitant du thème abordé ici, merci de compléter l'article en donnant les références utiles à sa vérifiabilité et en les liant à la section « Notes et références ».
Maillots
Actualités
Le Club Atlético Mitre est un club de football argentin situé dans la ville de Santiago del Estero dans la province du même nom. Le club est fondé en 1907. Depuis 2017-18, il participe actuellement à la Primera B Nacional, la deuxième catégorie du football argentin.